# Colonia de Mauritania
El período comprendido entre mediados del siglo XIX hasta mediados del siglo XX es el período colonial en Mauritania.

## Historia

### Relación temprana con Europa
Antes del siglo XIX, las potencias europeas en África Occidental estaban interesadas solo en la costa por las rutas de comercio; a partir de este siglo intentaron ir tierra adentro en importantes exploraciones y establecer ahí asentamientos permanentes (excepto Saint-Louis). Las empresas mercantiles europeas en la costa trataron de llevarse el mayor beneficio posible. Cuatro de esas empresas francesas disfrutaron de un monopolio oficial concedido por el gobierno francés para el comercio del río Senegal desde 1659 a 1798. El contacto con los Maures y los habitantes negros del valle se produjo solo por el tráfico económico. Desde el principio, la influencia francesa, que compite con los socios comerciales tradicionales del norte y este de Mauritania, llegó a través de Senegal.
En 1825 el nuevo emir de Trarza, Muhammad al Habib, trató de reafirmar su soberanía sobre el reino Oualo, protectorado francés al sur del río Senegal, al casarse con la heredera de este. Esta acción, que las autoridades francesas consideraron como una amenaza hostil, combinada con los esfuerzos del emir para vender goma árabe a los británicos, produjo una fuerte reacción francesa. Aunque los Moros fueron capaces de poner sitio a Saint-Louis, una gran fuerza expedicionaria francesa derrotó a las fuerzas del emir. Los franceses llegaron a la conclusión de que para asegurar la continua rentabilidad del comercio de goma árabe, tendrían que ocupar por la fuerza la ribera norte del río Senegal.
Louis Faidherbe, el gobernador francés de Senegal de 1854 a 1861 y de 1863 a 1865, implementó esta nueva política. En 1840, una ordenanza francesa estableció a Senegal como una posesión francesa permanente con un gobierno cuya jurisdicción se extendía sobre todos los asentamientos que estaban efectivamente bajo el control francés, incluidos los de Mauritania. Al asumir el gobierno de estos asentamientos mauritanos, los gobernantes franceses desafiaron directamente los reclamos de soberanía Maure. Bajo las órdenes del nuevo gobierno de Louis Napoleón de poner fin al coutume, asegurar el comercio de goma y proteger a las poblaciones sedentarias de la orilla sur de las incursiones de Maure, Faidherbe conquistó el Reino de Oualo. Luego dirigió su atención a los emiratos de Trarza y Brakna que se habían unido contra él. Los Maures atacaron Saint Louis en 1855 y casi lograron recuperar el asentamiento, pero fueron rechazados y derrotados un año después, al norte del río Senegal. Los tratados que pusieron fin a la guerra extendieron un protectorado francés sobre Trarza y Brakna, reemplazaron el coutume con un descuento anual del 3 por ciento sobre el valor de la goma arábiga entregada y reconocieron la soberanía francesa sobre la orilla norte del río Senegal.

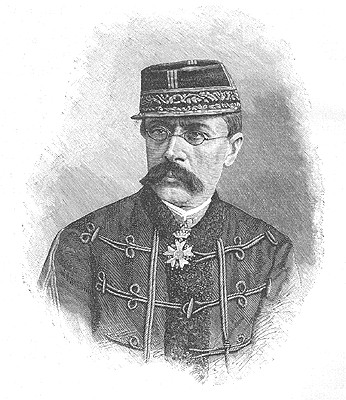
Louis Faidherbe estableció a Senegal como una posesión francesa permanente. En ese tiempo la actual Mauritania era parte de Senegal.

Además de sus aventuras militares, Faidherbe patrocinó un programa activo para llevar a cabo estudios geográficos y establecer lazos políticos y comerciales. En 1859 y 1860, Faidherbe patrocinó cinco expediciones, incluyendo uno que asigna el Adrar, y todas las zonas de Mauritania occidental y meridional.
Los sucesores de Faidherbe se contentaron con mantener sus ganancias y no embarcarse en nuevas aventuras militares. La política colonial francesa en ese momento se puede caracterizar por la advertencia dada por el Ministerio Colonial al gobernador de Senegal a finales de la década de 1870: "Que no nos escuchamos de usted." Con el abandono virtual de Francia de Senegal, la relativa calma creada en el Chemama y el sur de Mauritania a través de los esfuerzos de Faidherbe llegó a su fin. Los Maures reanudaron sus prácticas tradicionales de guerra intestina, lo que llevó al saqueo de pueblos de la Chemama. Con el control virtual de la administración colonial, las empresas comerciales de Saint-Louis vendían armas a los Moros, mientras que al mismo tiempo financiaban el equipamiento de misiones punitivas francesas. Las Expediciones científicas en Mauritania se convirtieron cada vez más en sujeto de los ataques, y sus líderes europeos eran asesinados o retenidos para pedir un rescate. La debilidad obvia de los franceses y su distracción con los acontecimientos en la región en otros lugares envalentonó a los emires a exigir y obtener el reintegro del coutume.
A principios del siglo XX, después de 250 años de presencia francesa en Mauritania, la situación cambió poco. La guerra endémica entre los diferentes grupos Maure puede incluso haber aumentado a medida que los comerciantes franceses aumentaron su presencia en la zona y las fuerzas coloniales defendían los campamentos al norte del río Senegal contra los saqueadores. Aunque formalmente bajo la "protección" de los franceses, los Maures eran tan ferozmente independientes como siempre.

### Pacificación
En 1901 el gobierno francés aprobó un plan de "penetración pacífica" para la organización administrativa de las áreas en soberanía Maure. El autor del plan fue Xavier Coppolani, un corso criado en Argelia, que fue enviado a Mauritania como delegado del gobierno francés. Coppolani estableció una política no solo para dividir, debilitar y pacificar a los Moros, sino también para protegerlos. Aunque se desempeñó en Mauritania por solo cuatro años (1901-1905), los franceses llamaban a Coppolani el padre de la colonia francesa de Mauritania, y los Maures lo conocían como el "Conquistador Pacifico" del territorio.
Durante este período, hubo tres morabitos de gran influencia en Mauritania: El Sheij Sidiya Baba, cuya autoridad se centraba en Trarza, Brakna y Tagant; El Sheij Saad Bu, cuya poderío se extendía a Tagant y Senegal y el Sheij al Aynin Ma, quien ejercía el liderazgo en Adrar y el norte, así como en el Sahara español y el sur de Marruecos. Obteniendo el apoyo del Sheij Sidiya y el Sheij Saad contra las depredaciones de los clanes guerreros y en favor de una Pax Gallica, Coppolani fue capaz de explotar los conflictos dentro de la sociedad Maure. Su tarea se vio dificultada por la oposición de la administración en Senegal, que no vio ningún valor en las tierras al norte del río Senegal, y por las empresas comerciales en Saint-Louis, para quienes la pacificación significó el fin del lucrativo comercio de armas. Sin embargo, para 1904 Coppolani había sometido pacíficamente Trarza, Brakna y Tagant y había establecido puestos militares franceses en la región central del sur de Mauritania.
Como Faidherbe había sugerido cincuenta años antes, la clave para la pacificación de Mauritania yacía en el Adrar. Allí, El Sheij al Aynin Ma había comenzado una campaña para contrarrestar la influencia de sus dos rivales, los morabitos del sur, el Sheij Sidiya y el Sheij Saad y para detener el avance de los franceses. Debido a que el Sheij al Aynin Ma disfrutaba de tener mucha fuerza militar, así como el apoyo moral de Marruecos, la política de pacificación dio paso a la conquista activa. A cambio del apoyo, el Sheij Ma al Aynin reconoció las reclamaciones de soberanía del sultán marroquí sobre Mauritania, que formaron la base de gran parte de la reivindicación de Marruecos a Mauritania a finales del siglo XX. En mayo de 1905, antes de que la columna francesa pudiera establecerse en Adrar, Coppolani murió en Tidjikdja.
Con la muerte de Coppolani, la marea cambió a favor del Sheij Al Aynin Ma, que fue capaz de reunir a muchos de los Moros con promesas de ayuda marroquí. El gobierno francés vaciló durante tres años, mientras que el Sheij Ma al Aynin instó a una jihad para expulsar a los franceses al otro lado del Senegal. En 1908 el coronel Henri Gouraud, que había derrotado a un movimiento de resistencia en el Sudán francés (actual Malí), tomó el mando de las fuerzas francesas como el comisario de gobierno del nuevo Territorio Civil de Mauritania (creado en 1904), capturando Atar, y recibiendo la presentación de todos los pueblos Adrar al año siguiente. En 1912 toda la resistencia en Adrar y el sur de Mauritania había sido sofocada. Como resultado de la conquista de Adrar, se estableció la capacidad de lucha de los franceses, y el ascenso de los morabitos pro franceses apoyados por los clanes guerreros de la sociedad Maure.

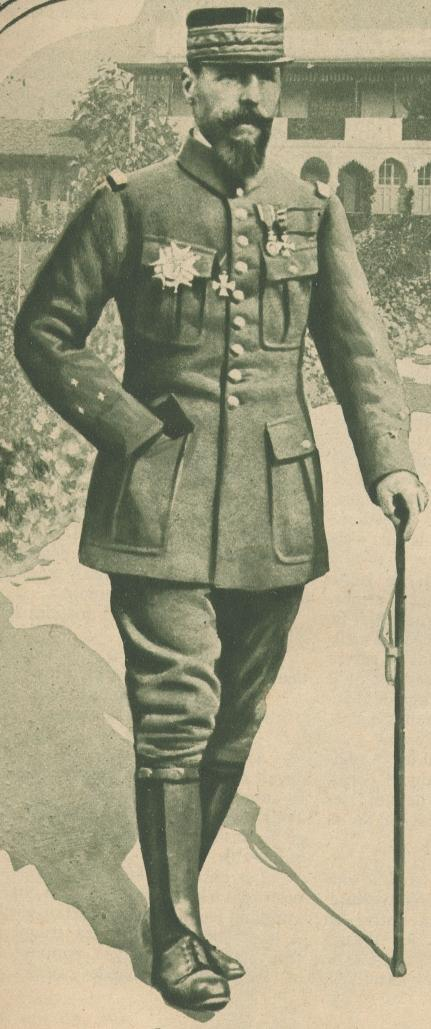
Henri Gouraud. En 1908 tomó el mando de las fuerzas francesas como el comisario del Territorio Civil de Mauritania

El combate tuvo un alto costo en los rebaños de los nómadas Maures, que buscaban reponerlos a la manera tradicional, asaltando otros campamentos. De 1912 a 1934, las fuerzas de seguridad francesas fueran frustradas repetidamente por tales incursiones. La última incursión de los nómadas del norte particularmente problemáticos y de largo alcance, los Reguibat, se produjo en 1934, cubrió una distancia de 6.000 kilómetros, y capturó 800 cabezas de ganado, 270 camellos y 10 esclavos. Sin embargo, a excepción de las incursiones menores y ataques ocasionales a Port-Etienne (actual Nouadhibou) entre 1924 y 1927, los Moros generalmente se allanaron a la autoridad francesa. Con la pacificación, los franceses adquirieron la responsabilidad de gobernar el vasto territorio de Mauritania.

### Administración francesa durante la Segunda Guerra Mundial

Mapa del África Occidental Francesa en 1914.

En 1904 Francia reconoció a Mauritania como una entidad separada de Senegal y organizada como un protectorado francés bajo un delegado general en Saint-Louis. Con el éxito de los primeros intentos de pacificación, la situación de Mauritania se actualizo a la de un territorio civil, administrado por un comisario del gobierno (primero Coppolani, después Gouraud). Aunque separada formalmente del África Occidental Francesa (Afrique Occidentale Française-AOF), que había sido creada en 1895, Mauritania está estrechamente ligada a su estructura administrativa y su presupuesto anual estaba anexo a la de la África Occidental Francesa. El 4 de diciembre de 1920, por un decreto del ministerio de Ultramar en París, Mauritania fue incluida oficialmente en el África Occidental Francesa con otros seis territorios (Senegal, el Sudán francés, Guinea, Costa de Marfil, Dahomey –actual Benín– y Níger).

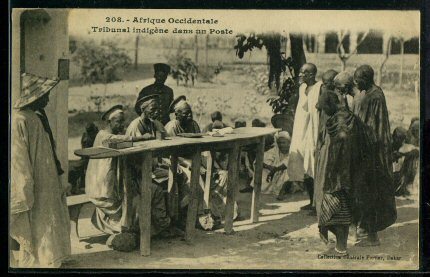
Tribunal indígena en el África Occidental Francesa

La África Occidental Francesa se organizó piramidalmente bajo una centralizada estructura federal en Dakar. Nombrado directamente por el presidente de la República Francesa, el gobernador general del África Occidental Francesa llegó a tener una gran cantidad de poder debido a la lejanía de la periferia con el centro durante de la Tercera República gobernante en París. El gobernador general era la cabeza de la burocracia administrativa centralizada que consistía en un vicegobernador para cada territorio, el comandante de un círculo (una subdivisión administrativa colonial), y los jefes de las subdivisiones, cantones y aldeas. La figura clave en el sistema era el comandante en cada círculo, que era casi siempre un europeo y que era el más cercano a la población indígena en sus funciones de recaudación de impuestos, la supervisión de los proyectos de obras, el mantenimiento de la paz y la seguridad y la realización de los actos administrativos. En general, las subdivisiones subordinadas al comandante fueron atendidas por los africanos. Por estas posiciones, el francés se basó en gran medida en la jerarquía tradicional de los jefes o sus hijos. En consonancia con su política de gobierno directo y centralizado, los franceses dejaron claro que estos jefes africanos ejercían autoridad no en virtud de su posición tradicional, sino en virtud de su condición de administradores coloniales modernos.
Antes de 1946 no existían los cuerpos legislativos en el África Occidental Francesa. El gobernador general fue asistido por el Gran Consejo en Dakar, Senegal, que desde 1925 había representado a importantes grupos de interés de la federación  (personal militar, funcionarios públicos y empresarios). Pero el consejo solo tenía estatuto consultivo, y sus miembros eran todos nombrados por el gobernador general. Consejos administrativos similares aconsejaron a los tenientes gobernadores en todos los territorios excepto en Mauritania y Níger.
La estructura administrativa de Mauritania estaba conformada generalmente como las del resto de los territorios del África Occidental Francesa. Hubo, sin embargo, algunas diferencias muy importantes. A diferencia de los otros territorios (con la posible excepción de Níger), la mayoría de los círculos todavía tenían comandantes militares, debido a la fecha tardía de la pacificación del territorio. Los conflictos resultantes entre las autoridades militares y civiles causaron cambios y reorganizaciones administrativas frecuentes, incluyendo cambios en los límites que tendían a crear confusión.
La importancia del papel de los jefes tradicionales Maure en la administración fue la diferencia más significativa entre Mauritania y los demás territorios del África Occidental Francesa y probablemente ha tenido el mayor impacto de continuar. La medida en que la práctica administrativa en Mauritania contradecía la política francesa de gobierno directo y se parecía al gobierno indirecto británico es digno de mención. Desde el gobierno de Coppolani, la administración había confiado mucho en los morabitos para apoyo en la administración. En reconocimiento al apoyo brindado por el Sheij Sidiya de Trarza, los franceses colocaron la escuela de estudios islámicos en Boutilimit bajo su control . Los administradores tradicionales de la justicia islámica, los cadíes , fueron puestos en la nómina francesa sin supervisión, y los nombramientos administrativos de los jefes estaban sujetos a la aprobación de la tradicional jamaa.
En un esfuerzo por mantener el orden en todo el territorio turbulento, los franceses cooptaron por los líderes de ciertos grupos de guerreros al servicio de la administración. Entre ellos estaban los emires de Trarza, Brakna y Adrar, los tres hombres más poderosos de la colonia, que fueron ayudados por 50 jefes de grupos más pequeños y los más de 800 jefes de facciones y subfacciones. Aunque hubo una amplia injerencia francesa en las operaciones de las autoridades tradicionales, la estructura social tradicional de Mauritania se mantuvo y se metió en el mundo moderno.
Con el estallido de la Segunda Guerra Mundial en 1939, los territorios africanos de Francia fueron llamados a suministrar tropas y provisiones para el esfuerzo de guerra. Después de que Francia cayó en 1940, el gobierno de Vichy ganó el control del África Occidental Francesa y sustituyó la política oficial de asimilación con una política de discriminación racial en tiendas, trenes y hoteles. Las existentes instituciones democráticas fueron reprimidas, y los consejos administrativos fueron abolidos . Los elementos de la política colonial francesa, como el code de l'indigénat y el trabajo forzado, fueron abusados. Los jefes, que el gobierno de Vichy había invocado en Dakar, se ven obligados a aceptar demandas relacionadas con la guerra para la producción agrícola y el trabajo forzoso . La resistencia esporádica a estos abusos se reunió con el resumen castigo.

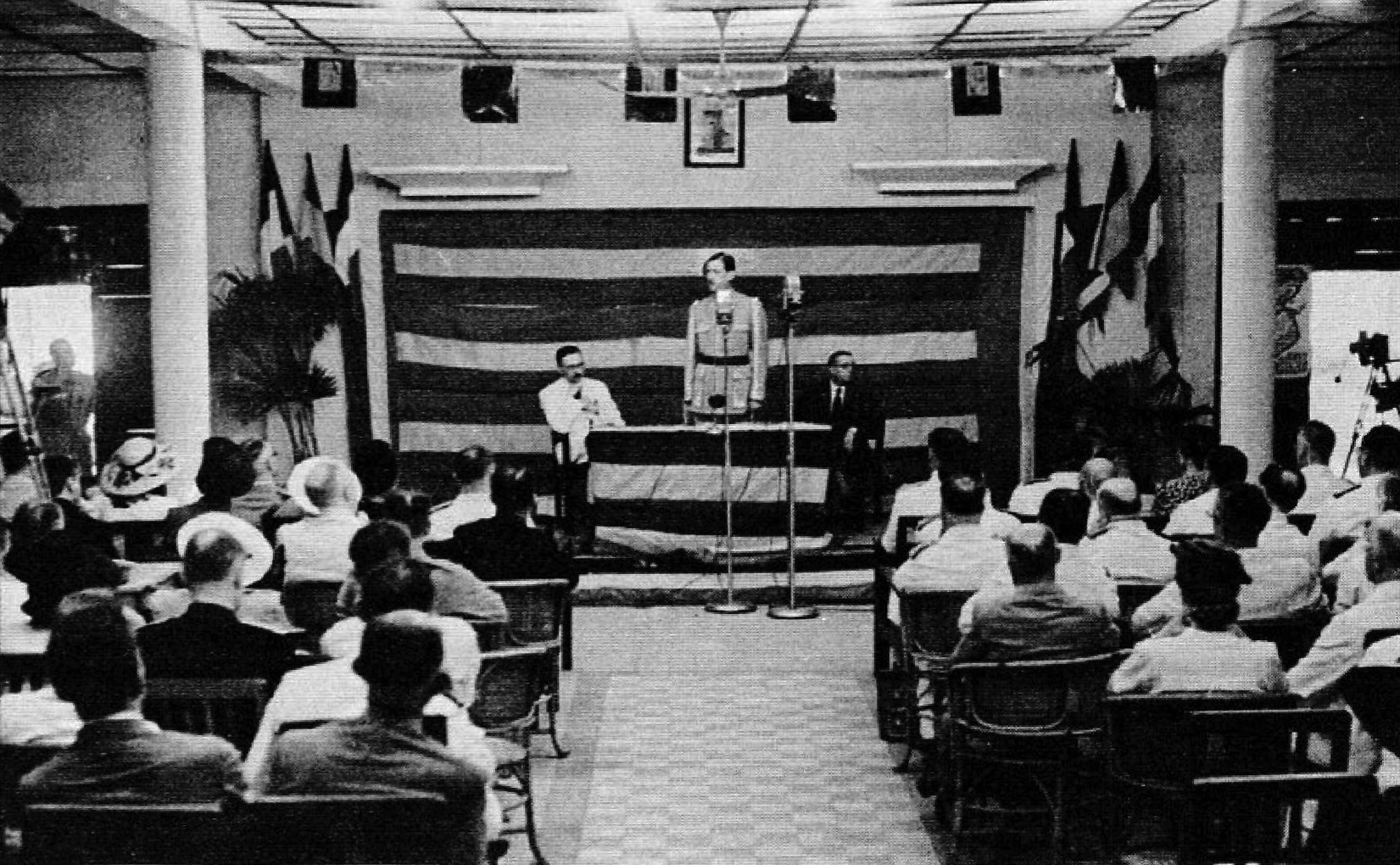
En la Conferencia de Brazzaville comenzó el cambio político y social en la política colonial francesa.

En reconocimiento al sufrimiento de la población de los territorios del África Occidental Francesa durante la guerra y de la contribución de esta al esfuerzo de guerra de la Francia Libre (en un momento más de la mitad de las fuerzas francesas libres eran africanas), funcionarios de la Francia Libre convocaron una conferencia en Brazzaville, Congo, en junio de 1944 para proponer reformas de la posguerra a la administración colonial. La conferencia favoreció una mayor libertad administrativa en cada colonia, junto con el mantenimiento de la unidad a través de una constitución federal. También recomendó la abolición de la indigénat y el trabajo forzado, la creación de sindicatos , la rápida extensión de la educación, y la concesión de sufragio universal. La conferencia se opone firmemente, sin embargo, a ningún concepto de la evolución fuera del bloque francés y pide la plena aplicación de la doctrina asimilacionista. La Conferencia de Brazzaville fue el comienzo de un gran cambio político y social que iba a barrer Mauritania y los Estados de África otrora francesa a la independencia en menos de diecisiete años.

### Reformas de posguerra
Solo un poco desarrollada y descuidada durante mucho tiempo, Mauritania no jugó ningún papel en el creciente nacionalismo presente en el África Occidental Francesa después de la Segunda Guerra Mundial. La constitución de 1946 de la Cuarta República francesa estableció las antiguas colonias de la África Occidental Francesa como territorios de ultramar atadas integralmente a la Unión Francesa. La administración francesa en Saint-Louis mantenía su jurisdicción en el derecho penal, las libertades públicas y la organización política y administrativa; el Ministerio colonial todavía podía gobernar por decreto, si el decreto no violaba una ley. El indigénat y el trabajo forzoso fueron abolidos, y la ciudadanía francesa se extendió a todos los habitantes de los territorios franceses dispuestos a renunciar a su estatus legal local.
Existía representación electiva en tres niveles: territorial, federación (África Occidental Francesa) y nacional (Imperio francés). Un Consejo General (rebautizado Asamblea Territorial en 1952) se estableció en cada territorio con amplios controles sobre el presupuesto, pero con solo poder consultivo sobre todas las demás cuestiones. El Consejo General de Mauritania estaba compuesto de veinticuatro miembros, ocho elegidos por los europeos y dieciséis elegidos por los mauritanos. Cada territorio tenía cinco representantes, elegidos de su Consejo General, el Gran Consejo del África Occidental Francesa en Dakar, Senegal, que tenía autoridad general sobre el presupuesto, la política, la administración, la planificación, y otros asuntos de toda la África Occidental Francesa. Cada territorio también envió representantes a la Asamblea Nacional , el Consejo de la República y la Asamblea de la Unión Francesa en París.
La franquicia creada por la Constitución francesa de 1946 era pequeña y restringida a los funcionarios gubernamentales, los asalariados, los veteranos, los dueños de propiedad registrada, y los miembros o exmiembros de las asociaciones locales, cooperativas o sindicatos. En consecuencia, en las elecciones de Mauritania de 1946, había menos de 10.000 votantes calificados. En 1947 las personas alfabetizadas en francés y árabe se añadieron al electorado, y en 1951 se hicieron elegibles jefas de hogar y madres de dos hijos. En 1956 se había convertido en el sufragio universal. 
Antes de 1946, el territorio de Mauritania formó una unidad electoral con Senegal, que fue representado por un solo senador en el Senado francés . La Constitución de 1946, sin embargo, separó Mauritania de Senegal políticamente, dándole un diputado en la Asamblea Nacional francesa. Al mismo tiempo, el Consejo General bicameral, que fue reorganizado en la Asamblea Territorial unicameral en 1952, se estableció en Mauritania. No obstante, la actividad política en Mauritania fue mínima. El Entente mauritano , estuvo encabezado por Horma Ould Babana, que sirvió como el primer diputado de Mauritania a la Asamblea Nacional francesa.
El Entente mauritano fue fundado en 1946 bajo los auspicios de Leopold Senghor y Lamine Gueye de la sección senegalesa del Partido Socialista francés. Formado específicamente para las elecciones de 1946. Sin embargo, era una plataforma para comenzar con el movimiento hacia la independencia y la eliminación de los cacicazgos, Babana derrotó fácilmente al candidato del gobierno conservador francés y a los principales clérigos. El nuevo diputado, sin embargo, pasó la mayor parte de su mandato de cinco años en París, fuera de contacto con la política en Mauritania. Como resultado, a su regreso en las elecciones de 1951, Babana fue derrotado por la Unión Progresista de Mauritania, dirigida por Sidi el Moktar N'Diaye y apoyada por la administración colonial y sus aliados, las clases tradicionales Maure , laicos y clericales, que temían el programa "socialista" de la Entente mauritana. En las elecciones de 1952 gracias a miembros de la Asamblea Territorial, la Unión Progresista de Mauritania ganó el veintidós de las veinticuatro asientos.
Las reformas de 1956, o Loi-Cadre , fueron aún más radicales que las de 1946. En vista del creciente nacionalismo y el desarrollo de una conciencia política en el África Occidental Francesa, la Loi-Cadre terminó la fase integracionista de la política colonial francesa y otorgó un considerable grado de autonomía interna en los territorios de ultramar. El sufragio universal y la eliminación del sistema electoral de doble universidad llevaron a la creación de consejos de distrito y de representación local y una gran ampliación de los poderes de las asambleas territoriales. Cada territorio hoy podría formular sus propias políticas nacionales, aunque continuaron dependiendo de Francia para las decisiones relativas a los asuntos exteriores, defensa, educación superior, y de ayuda económica.
La disposición más importante del Loi-Cadre de 1956 fue el establecimiento de un consejo de gobierno para asumir las funciones principales ejecutivas de cada territorio que hasta ese momento había sido llevada a cabo por un funcionario colonial nombrado en París. Los consejos fueron compuestos por entre tres y seis ministros elegidos por las asambleas territoriales en el consejo del partido dominante. Cada ministro se encarga de supervisar un departamento funcional de gobierno. El jefe de los ministros se convirtió en vicepresidente del consejo y, en efecto, si no en el título, el primer ministro. En Mauritania esa persona era Moktar Ould Daddah, único abogado del país y miembro de una prominente familia clerical pro-francesa.

### El camino a la independencia y la búsqueda de la unidad nacional
El primer gobierno de Mauritania simbólicamente eligió como su nueva capital, Nuakchot, que por diseño se encuentra casi exactamente entre el valle del río Senegal, poblado principalmente por agricultores negros, y la fortaleza Maure en Adrar. La elección representaba un compromiso entre estas dos áreas de la competencia. Asimismo, fijó el tono para el enfoque de Daddah a los conflictos políticos de Mauritania: Compromiso y conciliación en aras de la unidad nacional.

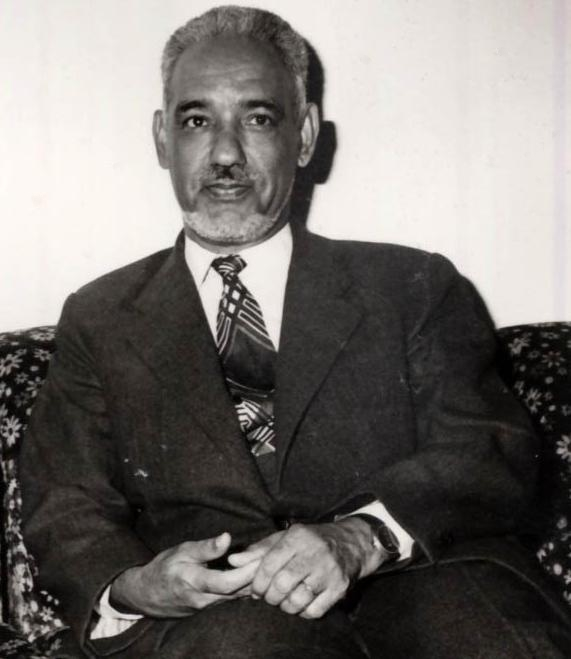
Moktar Ould Daddah, Primer Ministro, luego presidente de la República Islámica de Mauritania.

El mayor desafío a la unidad nacional era la heterogénea población de Mauritania. Al igual que en todos los estados del Sahel, las regiones del sur de Mauritania fueron habitadas principalmente por campesinos que pertenecían racial y culturalmente a África negro, mientras que la población de las regiones del norte eran nómadas del desierto que se identificaban con el mundo árabe. Con la independencia, se estima que 1,5 hasta 1,8 millones de personas de Mauritania podrían dividirse en tres grupos: un tercio de los habitantes eran tanto racial y étnicamente Maures; otro tercio, aunque racialmente negro o mixto Maure-negro, eran étnicamente Maures (este grupo de Maures negros era esencialmente una clase de esclavos hasta 1980, cuando se abolió la esclavitud); y el tercio restante eran racial y étnicamente negro, se asemeja en muchos aspectos a las poblaciones en el vecino Senegal y Malí.
El logro de la unidad nacional fue impedido por los deseos de algunos Maures, la mayoría de las secciones del norte del país, a unirse con Marruecos, y los deseos compensatorios de muchos negros de separarse de Mauritania y unirse a la Federación de Malí. La derrota de la Entente mauritana y Babana por la Unión Progresista de Mauritania en las elecciones de 1951 y 1956, que estableció el dominio de la Unión Progresista de Mauritania, llevó a Babana y a varios de sus seguidores en el verano de 1956 a huir a Marruecos, donde se convirtió en jefe del Consejo Nacional de Resistencia de Mauritania. Con el apoyo de muchos Maures dentro de Mauritania, este grupo apoyó las pretensiones de Marruecos sobre Mauritania y, por extensión, la oposición de Marruecos a la independencia de esta.
Para contrarrestar las simpatías pro-marroquíes de muchos Maures, los grupos minoritarios del sur formaron un partido regional, el Bloque Gorgol Democrático, comprometido con la prevención de una unión magrebí y al mantenimiento de estrechas relaciones con los países del África negra. Intelectuales de diversas minorías negras se reunieron en Dakar, Senegal, en 1957 y crearon la Unión de los habitantes del valle del río para luchar por los derechos de las minorías contra la dominación Maure.
Lo que impidió seguir la unidad nacional fue la inclusión de funcionarios franceses en los principales ministerios de finanzas y planificación económica. Daddah fue educado en Francia y, después de regresar a Mauritania para formar el gobierno, no había participado en las rivalidades y la lucha por el poder. Su consecuente simpatía hacia los franceses enajenó a la Asociación de la Juventud de Mauritania, un importante grupo que abogó por la independencia total y el estricto anticolonialismo.
En esta atmósfera de creciente fragmentación y de inestabilidad política, Daddah, con el fuerte apoyo de Francia, llamado a la unidad entre todas las facciones. En el Congreso de Aleg en mayo de 1958, el Partido de Reagrupamiento de Mauritania se formó en una fusión de la Unión Progresista de Mauritania, elementos de la Entente de Mauritania que habían expulsado a Babana, y el Bloque Gorgol Democrático. Esta unión fue encabezada por Daddah como secretario general y Sidi el Moktar como presidente. Su plataforma llamó a Mauritania para unirse a la Comunidad Francesa (África francófona) y rechazar tanto la reclamación de Marruecos a Mauritania y una propuesta de Francia en 1957 para unir a Mauritania con los estados saharianos francófonos de la organización Estados subsahariana Común conjunta. La plataforma también propuso la organización sistemática dentro del país de los comités locales del partido para involucrar a todos los sectores de la población en el partido. El programa del partido refleja los tres temas principales de la unidad de Mauritania: el rechazo de la federación con Malí o Marruecos bajo cualquiera de los términos, el principio de equilibrio entre Moros y negros dentro del partido y del gobierno, y la preeminencia de Daddah como la única persona capaz de mantener unido al país.
El partido de Reagrupamiento de Mauritania representaba una unión de elementos modernos y tradicionales, así como un equilibrio entre el norte y el sur. El predominio de los elementos tradicionales que favorecen estrechos lazos con Francia llevó, sin embargo, al final de la unidad. Líderes juveniles progresistas, excluidos de decisiones en el congreso del partido se reunieron en Nuakchot en julio de 1958, desertaron y formaron un nuevo partido de oposición, el Partido del Renacimiento Nacional de Mauritania (Nahda) con Ahmed Baba Miské como secretario general. La plataforma Nahda llamo por la independencia total e inmediata de Francia y un acercamiento con Marruecos . Aunque el programa fue diseñado para reunir diversa oposición a la tradicional unión de reagrupamiento de Mauritania , la convocatoria de acercamiento con Marruecos causó opositores de Nahda para etiquetar una unión Maure, que le costó el apoyo de las minorías negras. Pero los antiguos miembros de la Entente Mauritania , incluyendo a Babana, apoyaron al Nahda. Su plataforma nacionalista anticolonial también atrajo a muchos jóvenes Maures.

## Política colonial francesa
Desde la época de la Revolución Francesa en 1789, las dos características principales de la política colonial francesa en África Occidental eran la búsqueda de prestigio internacional y la asimilación cultural de las poblaciones indígenas. Los esfuerzos de Francia para construir un imperio colonial se pueden considerar una reacción a los éxitos imperiales británicos: las colonias eran una carga necesaria que los franceses tomaron para mantener su estatus internacional. Estos esfuerzos estuvieron siempre subordinados a las consideraciones de la política continental. Como resultado, se prestó poca atención al desarrollo político, social y económico de los territorios de ultramar.
La política de asimilación tuvo sus orígenes en la Revolución Francesa, cuando la Convención Nacional en 1794 declaró que todas las personas que vivían en las colonias eran ciudadanos franceses y gozaban de todos los derechos republicanos. Bajo Napoleón y el Consulado (1799-1804), la ley fue derogada. En 1848, al comienzo de la Segunda República, los derechos de ciudadanía se extendieron de nuevo, y la representación en la Asamblea Nacional se proporcionaron a los cuatro municipios de Senegal (Saint-Louis, Dakar, Rufisque y Gorea). Aunque estos derechos fueron retenidos por los senegaleses, no se aplicaban a Mauritania o en otros territorios franceses en África Occidental. En otras partes de África occidental, aunque la asimilación fue la base teórica de la administración, una política evolucionó los elementos de la práctica colonial británica compartida. Por ejemplo, los africanos eran súbditos de Francia, no ciudadanos, y no tenían derechos políticos o derechos de representación. Se mantuvo la administración centralizada y directa encarnando en la doctrina de la asimilación, sin embargo, una colaboración funcional entre gobernantes franceses y una élite indígena asimilada se desarrolló. Aunque por la Segunda Guerra Mundial la política colonial aún se marcó asimilacionista, sólo muy pocos africanos fueron asimilados. Para la mayoría de los africanos, las realidades de la política colonial francesa estaban lejos del espíritu de igualitarismo francés.